# Amblyopone bruni
Amblyopone bruni är en myrart som först beskrevs av Auguste-Henri Forel 1912.  Amblyopone bruni ingår i släktet Amblyopone och familjen myror. Inga underarter finns listade i Catalogue of Life.

## Bildgalleri

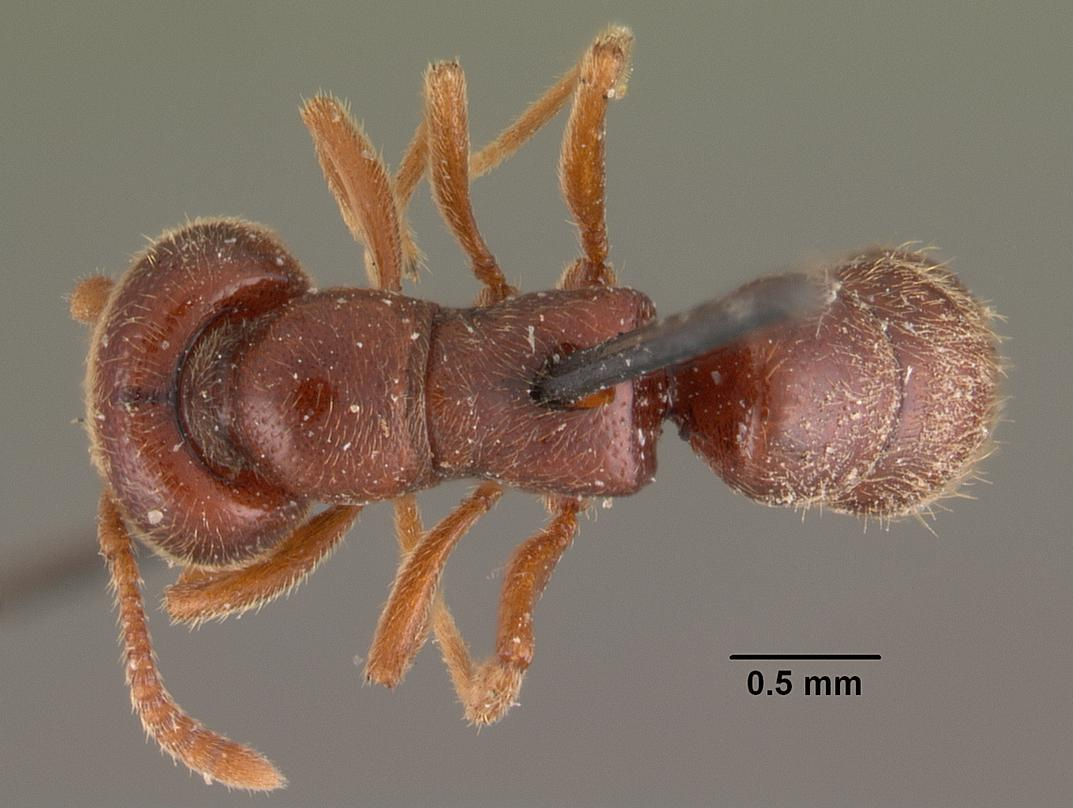
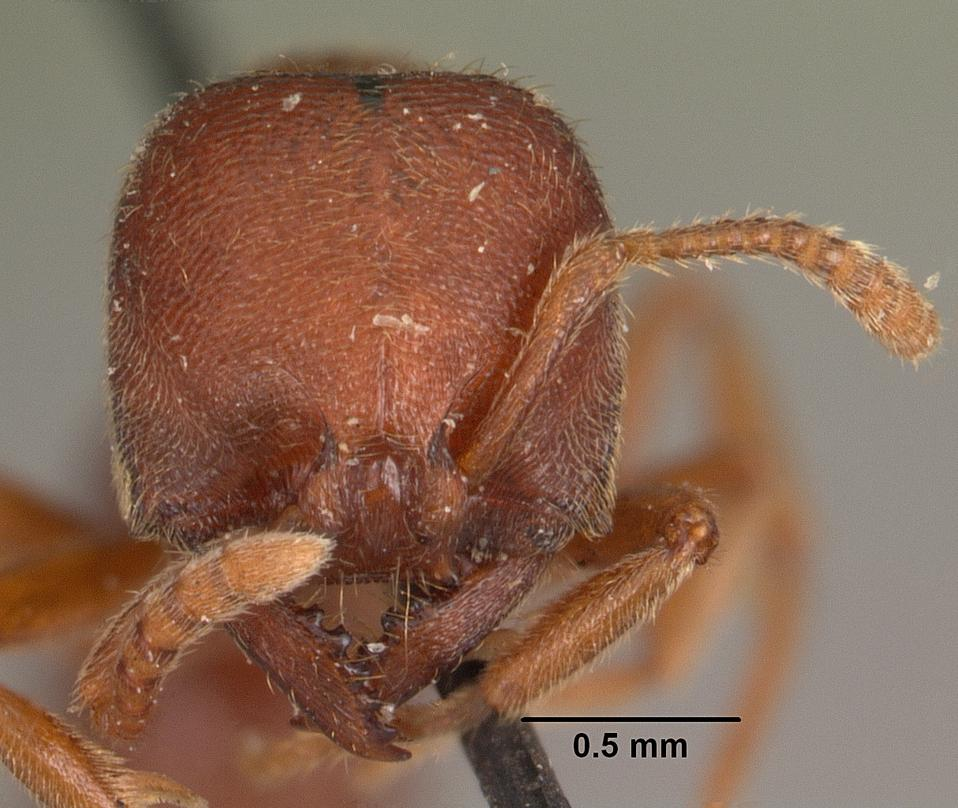
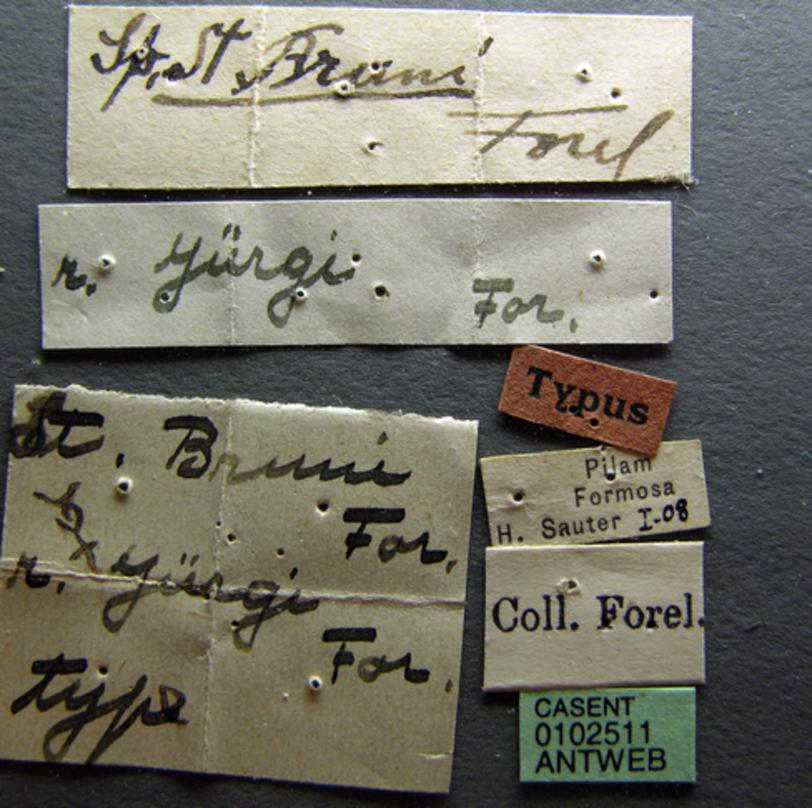
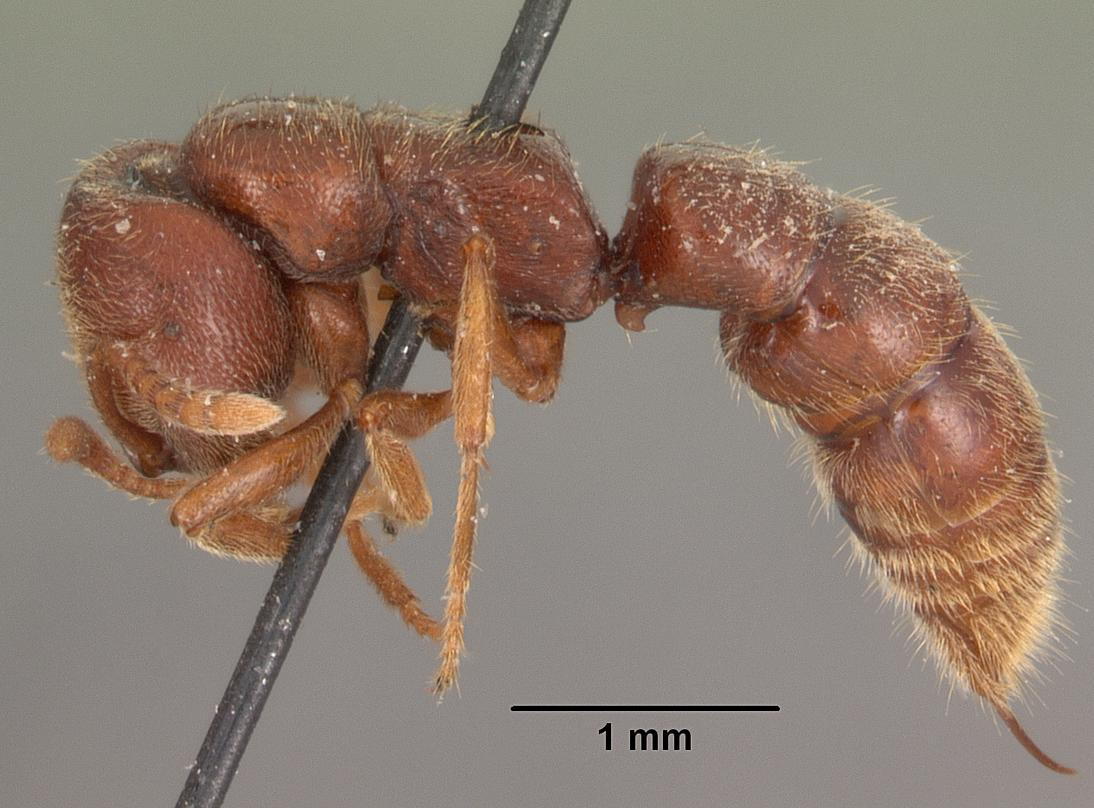